# میوه غریب (فیلم)
«میوه غریب» (انگلیسی: Strange Fruit (film)) یک فیلم است که در سال ۲۰۰۴ منتشر شد.